# Letiště Aasiaat
Letiště Asiaat (grónsky: Mittarfik Aasiaat; IATA: JEG, ICAO: BGAA) je letiště v kraji Qeqertalik v západním Grónsku. Nachází se v zálivu Disko, zhruba 2 kilometry severovýchodně od města Aasiaat. V současnosti je provozováno Grónským letištním úřadem.

## Historie
Před otevřením letiště byl Aasiaat spojen se zbytkem Grónska helikoptérovými lety. Nápad na jeho výstavbu měl už v roce 1981 starosta Knud Sørensen. Plán ale nebyl tehdy realizován a místo něj bylo vybudováno letiště v Ilulissatu.
Nad letištěm v Aasiaatu se začalo znovu přemýšlet po 23. říjnu 1993, kdy grónská vláda probírala budoucnost letecké dopravy v zemi. Grønlandsfly, největší aerolinie v zemi, totiž využívala na spoje do mnohých měst helikoptéry z 60. let a brzy je bylo nutné nahradit novými. To by ale stálo 350 milionů dánských korun, což společnost neměla. Provozování helikoptérových spojů bylo navíc velmi nákladné, a proto se vláda shodla na tom, že i přes vyšší počáteční náklady (837 milionů) by bylo výhodnější investovat spíše do nových letišť v Upernaviku, Uummannaqu, Sisimiutu, Maniitsoqu, Paamiutu, Qaqortoqu a Aasiaatu.
V pondělí 7. srpna 1995 bylo uspořádáno výběrové řízení na výstavbu letištních silnic v Maniitsoqu a Aasiaatu; konstrukce 1 100 metrů dlouhé silnice v Aasiaatu byla zahájena 1. září. 6. března 1997 podepsal Grónský letištní úřad s lokální společností Vagn Jensen ApS kontrakt na výstavbu terminálu a garáže v hodnotě 11 milionů. Přistávací dráhu stavěla firma Greenland Prime Contractor ApS, dceřiná společnost islandské Iceland Prime Contractor.
Konstrukce celého letiště nakonec stála  milionů korun; o 20 milionů méně, než se odhadovalo. Otevřeno bylo s sobotu 17. října 1998 a během jeho inaugurace zorganizovala Grønlandsfly 10 vyhlídkových letů, kterých se zúčastnilo celkem 483 osob. O dva dny později byl na něm zahájen letecký provoz.

## Infrastruktura
Letiště má jednu asfaltovou dráhu s délkou 799 metrů a šířkou 30 metrů, která je schopná obsluhovat letadla typu STOL. Není dostupná služba pro odmrazování letadel.
Je dostupné palivo Jet A1.

## Doprava
Do Aasiaatu vede silnice. Je dostupná taxislužba.